# 巨人の星 (アニメ)
『巨人の星』は、作：梶原一騎・画：川崎のぼるによる漫画作品『巨人の星』、『新巨人の星』を原作としたアニメシリーズである。
本稿では、以下の作品群について述べる。
- 巨人の星（きょじんのほし）
- 新・巨人の星（しん・きょじんのほし）
- 新・巨人の星II（しん・きょじんのほしツー）
- 巨人の星【特別篇】 猛虎 花形満（きょじんのほし とくべつへん もうこ はながたみつる）
- 巨人の星【特別篇】 父 一徹（きょじんのほし とくべつへん ちち いってつ）

## 概要
野球漫画『巨人の星』、『新巨人の星』を原作として制作された一連のアニメシリーズ。
『巨人の星』、『新・巨人の星』、『新・巨人の星II』いずれも毎週土曜日の19時00分から19時30分までの30分のテレビアニメ番組として、読売テレビ制作、日本テレビ系列で全国放送された。アニメーション制作は東京ムービー。第1作目の『巨人の星』のみが大塚製薬の単独提供番組で、旭通信社が広告代理店を務めていた。
当時読売テレビのプロデューサーであった佐野寿七によると、『巨人の星』の放送開始に当たって、まずTBSにアニメ化の話が持ち込まれたが、交渉は不調に終わった。続いて日本テレビ、フジテレビと続けて企画を持ち込んだものの、いずれも話がまとまらず、アニメ化は暗礁に乗り上げる。そして最後に回ってきたのが読売テレビであり、ここでようやくアニメ化が実現する。
一方、東映も当時傘下に所有していたプロ野球球団、東映フライヤーズ（パシフィック・リーグ所属。現：北海道日本ハムファイターズ）にちなんでタイトルを「東映フライヤーズの星」に変え、舞台もパシフィック・リーグに置き替えた上で、傘下の東映動画（現：東映アニメーション）の制作により、東映の資本下にあったNETテレビ（現：テレビ朝日）での放映を構想していたが、先に読売テレビに放映権を獲得されたために実現しなかった。
『巨人の星』は2006年にDVD化されたほか、『新・巨人の星』は2008年に初のソフト化が実現、DVD-BOXが発売された。2013年には、両作品のBlu-Ray Boxがキングレコードから期間限定商品として発売された。
2002年10月には花形満の視点でテレビアニメ『巨人の星』全182話を再構成した『巨人の星【特別篇】 猛虎 花形満』がWOWOWで放送され、2007年4月から日テレプラス&サイエンス（現・日テレプラス）で、星一徹の視点でテレビアニメ『巨人の星』シリーズを再構成した『巨人の星【特別篇】 父 一徹』が放送された。
放映開始前にはモノクロのパイロットフィルム『人気マンガの傾向について 巨人の星』が制作されている。内容は1967年当時の漫画の人気傾向のデータ、原作漫画の原画を使用したあらすじ紹介、飛雄馬の投球を描いたアニメーションで構成されていた。このパイロットフィルムは2013年6月5日発売の『巨人の星 Special Blu-ray BOX 1』に初収録された。

## 作品解説
アニメ版は原作の構図や表現方法をほぼ忠実に再現しているが、アニメ版独自のストーリーやダイナミックな表現方法もふんだんに盛り込まれた。特に大リーグボール3号については、花形が専用のピッチングマシンを作らせ、攻略しようとしたものの、マシンがその力に耐え切れず爆発してしまう描写や、飛雄馬が大リーグボール3号を投げた後にあまりの激痛でうずくまり、医者に見せた所、無理な筋肉の酷使により危険な状態になるという描写など、大リーグボール3号がいかに危険な投法なのかを、原作以上に解説している。このほか戦争や後楽園球場のシーンでは、実写映像が使われていたことがある。
当時プロデューサーであった佐野寿七によると、自身は高校球児で野球経験者ではあったが巨人ファンではなく、また「原作者の梶原は『距離を置いて見ているから、作品が書ける』と言っていたため巨人ファンではなかったはず」とも述べたほか、作画担当の川崎のぼるも大阪出身であり連載が始まるまでは野球に関心がなかったなど、『巨人の星』は”非G党”の手で作られたものであった。

### リテイクの多発
作画スタッフの大半が野球の知識がない素人だったため、リテイク（作り直し）が頻発した。例えば、相手チームが犠牲バントをするシーン、守備側の巨人は一塁手王と三塁手長島がバント処理に備えてチャージ（前進）するため一塁ベースがガラ空きとなる。この場合二塁手（当時は土井）がカバーして一塁で捕球することになるが、出来上がったものを見ると、三塁線に転がった打球を長島が処理して一塁に送球したあと王が何食わぬ顔して一塁で捕球していた、ということがよくあった。

### 差別用語
『巨人の星』の再放送第10話「日本一の日やとい人夫」は、DVDでは「日本一の父 一徹」に改題されている。これは、「日雇い人夫」が工事現場の人に対しての業界差別用語に当たるためである。また、同話および第11話「青雲のせまき門」の回で、高校の面接中、伴PTA会長の声が消えているシーン、およびその他の回の一徹の回想シーンや『新・巨人の星』と『新・巨人の星 II』などにも、台詞で「日雇い人夫」と言ったシーンを取り除いたため、時々声が消されているシーンがある。
当時社会問題となり、読売テレビ（ytv）と東京ムービー（現・トムス・エンタテインメント、キョクイチ（現・トムス・エンタテインメント）の3社が相談し、発言を消す方針を取った。現在「日雇い人夫」という発言は差別用語と解釈されないが、再燃させないために現在も消されている。ビデオ・LDシリーズでも「日雇い人夫」と言っている部分の声が無音となり消されていたが、作品として成り立たなくなった（不自然な表現）などのこともあり、DVDでは「差別用語を使ってはいるが、原作者が差別を助長している意図がない」旨の断りが全DVDの最初に表示された上で復活しているが、TOKYO MXでの再放送では、上記以外の差別用語・放送禁止用語も全て無音処理されている。
2010年10月からtvkで行われている再放送では、上述の「日雇い人夫」の表現が含まれる第10話の放送冒頭に「作中に差別的表現があるが、作者には差別を意図したわけではないこと」や「作品としてのオリジナリティを尊重する」旨の断り書きを表示した。その上で「僕の父は日本一の日やとい人夫です」という飛雄馬のセリフはカットされずに放送された。しかし、他のエピソードでは特に断り書きは表示せずに、一部のセリフが無音処理されている。一例として、飛雄馬のセリフで「父ちゃんは野球キチガイだ」という部分は伏せ字部分をカットされて（無音にされて）放送された。

### 再放送
特にメインストーリーである『巨人の星』は人気が高く、何度も再放送された。なお、上記にあるように現在では差別用語や放送禁止用語に当たる言葉の部分については、再放送時には無音処理されている。北海道の系列局札幌テレビ放送（STV）による北海道での再放送ではスポンサーがよつ葉乳業となっていたため、梶原・川崎・講談社などの版権元の了解を得た上で、飛雄馬役の古谷徹や製作元の東京ムービーに依頼して「牧場をバックに飛雄馬が牛乳を一杯飲む」などの内容の独自のCMを展開していた。

## 巨人の星
一徹と飛雄馬の父子特訓から、ライバル達と出逢い甲子園での激闘、巨人入団後に大リーグボールを開発して更なる激闘、左腕が崩壊し完全試合を達成、父子の闘いの終焉までが描かれているのが本作のメインストーリーである｡本作のアニメ化に際して梶原一騎が楠部大吉郎に「この作品をなんとか世に出してください!」と頭を下げたという。
原作の最終回は、父・一徹との最後の勝負に勝ち完全試合を達成してから後日、飛雄馬以外の主要な登場人物がみな出席している左門と京子の結婚式を、飛雄馬が一人、教会の窓の外から見届け、何処ともなく去って行く〜そのバックに十字架がかぶるという暗めのラストシーンで終わる。アニメ版のラストは完全試合を終え傷つき倒れた飛雄馬を一徹が背負って、満場の拍手に送られてグランドを去って行くという感動的なシーンに変わっている。最後は太陽に向かって飛雄馬がしっかりとした足取りで歩いて行くイメージシーンで物語は幕を閉じる。
さらに最終回ではエンドマークの後に、飛雄馬、明子、一徹、伴、花形、左門が登場、飛雄馬が代表して視聴者に「3年半に渡りご好評をいただきました『巨人の星』は、今回で終了させていただきます。長い間ご覧いただきまして、ありがとうございました。」と挨拶して番組の終了を告げた後、画面に次作『天才バカボン』のバカボン一家が現れ、飛雄馬がバカボンのパパと握手しながら「バカボン君、僕に代わって来週からよろしく頼みますよ。」と述べるシーンが存在した。DVDにも収録されているが、再放送では一部地域を除いて放送されていない（バカボン一家との共演シーンは著作権の関係でカットされていた）。

### 作中終盤の改変
終盤の展開は、原作と比較してかなり改変された。制作サイドは「アニメと原作は別物」という認識で取り組んでおり、また原作者の梶原も「アニメは佐野（寿七。当時読売テレビプロデューサー）ちゃんに任せるよ」と承諾したこともあり、全体の1/3は読売テレビと東京ムービーによるオリジナルであった。
原作では、伴が中日に移籍する時の交換相手は特に描かれていなかったが、アニメでは投手の黒松圭一というオリジナルの登場人物を設定し、黒松を中心とした「伴の替りにきた投手」という話が作られている。
原作では、飛雄馬が左門に葉書を送るまで大リーグボール三号の秘密を知るのは、雑誌担当記者から真相を知らされた牧場のみだったが、アニメでは花形（記者の役割は花形モータース社長秘書）に変えてあり、牧場の出番は激減した（ただし最終回では完全試合達成後に観客の一人として登場）。さらに、秘密を知った花形が引退を賭けて最後の勝負を挑むオリジナルストーリーが作られた。
また、左門も大リーグボール三号打倒の特訓を開始し、秘密をこの時点では知らなかったが個人的な勝負を挑んでくる話が描かれ、一徹も8ミリ映像を元に大リーグボール三号のフォームを真似るが、投げた所で腕に激痛が走り、その後の診察で飛雄馬の真相を知る話が描かれた。
最後の試合は、花形がスタンドで観戦し明子とも遭遇しており、左門も手紙を見た後に駆けつけ、原作と違って最後はアウトとはっきりと塁審が宣言し、原作のように完全試合が達成されたのかがはっきりしない結末ではなく、達成したことに改変された。また、原作では伴は一徹から代打に出るように言われた時は弱気な発言をしていたが、アニメでは逆であり、好投する飛雄馬を見て一徹に自分を代打に出せと強く迫る描写があり、断られた後に怒ってバットを破壊し、その時の怪力を見た一徹が逆立ちを命じるに改変された。他にも試合内容は大幅に追加されており、一徹の執拗なバント攻撃に対して、飛雄馬は外野手を内野の守備に就かせて野手の数を増やすという対抗策に出たり、ラスト1球前に飛雄馬は森昌彦捕手に大リーグボール三号の弱点を教えたりするなど、原作になかった場面が多数描かれた。飛雄馬の左門への手紙の内容も「京子と一緒になれ」から、「伴と明子の仲を取り持って欲しい」になった。

### 最終回の変更
このアニメ版の最終回では当初、飛雄馬は完全試合を達成し、最後の一球を投げたあとマウンド上で死亡する予定であり、一徹が飛雄馬の墓前で土をかけて泣く、というものだった。そのシナリオも完成し、絵コンテの制作作業も開始されていた。しかし読売テレビ東京支社の営業の最高責任者だった中野達雄はその悲劇的な結末を知って激怒し、「主人公の飛雄馬が死んでもうて、なんで『巨人の星』なんや!?」と猛反対した。プロデューサー以下の制作スタッフがどんなに説得しても、中野は飛雄馬を殺すことを頑として承知しなかった。結局、最終回のシナリオを一から書き直すことになり、飛雄馬は死なないことになった。また、スポンサーの大塚製薬からの強硬な反対もあった。飛雄馬役の古谷徹も、後の取材で最終回が変更されたことを初めて知った。
このほか、最後の大リーグボール3号を投げた後の判定が、原作では一塁にボールが来るのと伴がベースにタッチするのがほぼ同時で判定が曖昧になっているのに対して、アニメではボールが一塁に来た後に伴がベースにタッチしており完全にワンテンポ伴のベースタッチが遅いため明確にアウトの判定になっている。

### 視聴率
人気漫画のアニメ化とあって、放送開始にあたり「視聴率25パーセント以上」という厳命が下ったという。1971年4月には裏番組『宇宙猿人ゴリ』に視聴率を追いぬかれ10パーセント台に落ち込むが、最終回では再び20パーセント台を記録した。
以下はビデオリサーチ調べ、関東地区。
- 初回放送分 - 18.1パーセント[1]
- 第23話 - 21.4パーセント（初めて20パーセント越え）[1]
- 第94話（1970年1月10日放送） - 36.7パーセント（最高視聴率。『オバケのQ太郎』と並ぶテレビアニメ歴代5位）[1]
  - なお、再放送でも、1980年2月19日放送分にて28.2パーセント（歴代25位）を記録している。

以下はニールセン調べ、関西地区。
- 初回放送では16〜7パーセント程度[10]
- 第22話 - 20.2パーセント（初めて20パーセント越え）[10]
- 第85話（1969年11月8日放送） - 31.8パーセント[10]
- 1971年には10パーセント台へと低下。10パーセントを切る回もあった[10]。

### スタッフ
- 原作：梶原一騎（作）、川崎のぼる（画）
- 作画監督：楠部大吉郎
- 美術監督：小山礼司（1話-57話）→影山勇（58話以降）
- 美術デザイン：小山礼司（68話以降）
- 撮影監督：清水達正
- 録音監督：山崎あきら
- 音楽：渡辺岳夫
- 構成（1話-85話）→演出（86話以降）：長浜忠夫
- ナレーター：小林恭治
- 協力：東京読売巨人軍
- 資料提供：越智正典（91話）
- 制作：よみうりテレビ、東京ムービー
- ノンクレジット

製作：藤岡豊
プロデューサー：佐野寿七、黒川慶二郎
広告代理店：旭通信社

### 主題歌・挿入歌
オープニング、エンディング「ゆけゆけ飛雄馬」
作詞 - 東京ムービー企画部 / 作曲・編曲 - 渡辺岳夫 / 歌 - アンサンブル・ボッカ
- 『巨人の星』のレコードとソノシートは1969年6月までに計42万枚のセールスを記録。また、1972年時点で主題歌の売上は100万枚に達している。
- 「ゆけゆけ飛雄馬」を収録したレコードは数社から発売され、イントロの違い（テレビ版と同じ効果音・歓声が入っているもの、子どもの掛け声が入っているもの、イントロなしでいきなり前奏が始まるもの）によって3種類あるが、歌と演奏そのものは3種類とも同音源が使われた。
- センチメンタル・バスの楽曲「Sunny Day Sunday」はこの曲のイントロをそのまま使用する等、効果音を多くサンプリングしている。
- 「思い込んだら」の歌い出しを「重いコンダラ」と視聴者が勘違いしたことから、現在では整地ローラーのことを俗称として「コンダラ」と呼ぶことが定着している（整地ローラー#俗称「コンダラ」を参照）。
- 次作『天才バカボン』の20回Aパート「運動会はパパにまかせろ」で本曲が使われたことがある。また先述の新番組予告編でも、バカボンパパのナレーションで「思い込んだら知らない道を、行くが男のど根性にご勘定に魚釣りなのだ!!」と、歌詞の一部が流用された。
- 1988年8月に関西ローカルで放送された特番『よみうりテレビ・アニメ30年史』にゲスト出演した番組プロデューサーの佐野寿七の証言によると、当初第一候補として用意されたものはもっと現代的なメロディーと歌詞だったが、スポンサーサイドなどの反応が悪く、現行の歌を「こんな旧制高等学校の寮歌のようなイメージの古い歌は採用されないだろう」と思いながら聞かせると圧倒的な支持を得て決まったという。番組で佐野が口ずさんだ「めざせ巨人の星」のほか、ボニージャックスの歌唱による「<仮題>レッツゴー飛雄馬」なる歌も制作されていた。これらの曲は、1996年に東芝EMIより発売されたCD『懐かしのミュージッククリップ（5）巨人の星 / アタックNo.1』に収録された。
- 続編『新・巨人の星』のオープニングではささきいさおが「行け行け飛雄馬」（曲名が漢字表記に）として歌い、ささき版は『新・巨人の星II』のエンディングでも使用された。
- 1982年公開の劇場版では梅垣達志編曲版がおぼたけし・森みどりによって歌われた。
- オムニバスCD『超空想ベースボール』では旧・新の両テーマ曲が収録された。

副主題歌「友情の虹」
作詞 - 東京ムービー企画部 / 作曲・編曲 - 渡辺岳夫 / 歌 - ジ・エコーズ
- 「ゆけゆけ飛雄馬」のB面収録曲。ソノシートなどで副主題歌として紹介されていたが、番組での使用は少なく、エンディングでも『ゆけゆけ飛雄馬』が使われた（再放送時にエンディングとして使われたことはある）。
- ジ・エコーズは尾崎紀世彦が在籍したコーラスグループ「ザ・ワンダース」の変名で、『ウルトラセブン』の主題歌なども歌った。

挿入歌
青雲高校応援歌「青雲健児の歌」
作詞 - 東京ムービー企画部 / 作曲・編曲 - 渡辺岳夫 / 歌 - アンサンブル・ボッカ
紅洋高校応援歌「紅洋の旗」
作詞 - 東京ムービー企画部 / 作曲・編曲 - 渡辺岳夫 / 歌 - アンサンブル・ボッカ
「クールな恋」
作詞 - 松島由佳 / 作曲 - 村井邦彦
- 劇中でオーロラ三人娘のヒット曲として使われた。原曲はゴールデン・カップスの同名曲
- パチンコ『CR巨人の星2』やバラエティ番組『中井正広のブラックバラエティ』（日本テレビ系列）のオープニングテーマとして使われている。
- アニメ『巨人の星【特別編】猛虎・花形満』のエンディングにも使われている。三人娘は花形と直接関係ないので、この『特別編』ではエンディングにしか出て来ない。
- 1993年4月7日に千葉麗子、千葉千恵巳、山下玲子、山下真希、橋本市子によって結成されたオーロラ5人娘がカバーしている。

### 各話リスト
| 話数 | 放送日         | サブタイトル                     | 脚本              | コンテ     | 演出                | 作画監督            |
| ---- | -------------- | -------------------------------- | ----------------- | ---------- | ------------------- | ------------------- |
| 1    | 1968年 3月30日 | めざせ栄光の星                   | 山崎忠昭 松岡清治 | 長浜忠夫   | 長浜忠夫            | 楠部大吉郎          |
| 2    |                | 悪魔のギブス                     | 佐々木守          | 長浜忠夫   | 長浜忠夫            | 楠部大吉郎          |
| 3    |                | 王貞治との対決                   | 佐々木守          | 長浜忠夫   | 長浜忠夫            | 楠部大吉郎          |
| 4    |                | 死のノック・アウト打法           | 伊上勝            | 長浜忠夫   | 長浜忠夫            | 楠部大吉郎          |
| 5    |                | 幻のスイッチピッチャー           | 松岡清治          | 長浜忠夫   | 長浜忠夫            | 楠部大吉郎          |
| 6    |                | 超人ランナー                     | 伊上勝            | 長浜忠夫   | 長浜忠夫            | 楠部大吉郎          |
| 7    |                | 虚栄のボール                     | 辻真先            | 長浜忠夫   | 長浜忠夫            | 楠部大吉郎          |
| 8    |                | もえろライバル                   | 佐々木守          | 長浜忠夫   | 長浜忠夫            | 楠部大吉郎          |
| 9    |                | 真実へのピッチング               | 松岡清治          | 長浜忠夫   | 長浜忠夫            | 楠部大吉郎          |
| 10   |                | 日本一の父 一徹                  | 松岡清治          | 長浜忠夫   | 長浜忠夫            | 楠部大吉郎          |
| 11   |                | 青雲のせまき門                   | 斉藤次郎          | 長浜忠夫   | 長浜忠夫            | 楠部大吉郎          |
| 12   |                | 鬼の応援団長伴宙太               | 伊上勝            | 長浜忠夫   | 長浜忠夫            | 楠部大吉郎          |
| 13   |                | 根性のうさぎとび                 | 辻真先            | 長浜忠夫   | 長浜忠夫            | 楠部大吉郎          |
| 14   |                | あざだらけのミット               | 松元力            | 長浜忠夫   | 長浜忠夫            | 楠部大吉郎          |
| 15   |                | 嵐のマウンド                     | 松岡清治          | 長浜忠夫   | 長浜忠夫            | 楠部大吉郎          |
| 16   |                | 早すぎた登ばん                   | 斉藤次郎          | 長浜忠夫   | 長浜忠夫            | 楠部大吉郎          |
| 17   |                | 宿命の対決                       | 斉藤次郎          | 長浜忠夫   | 長浜忠夫            | 楠部大吉郎          |
| 18   |                | 一番恐ろしい敵                   | 松岡清治          | 長浜忠夫   | 長浜忠夫            | 楠部大吉郎          |
| 19   |                | 狙われた左腕                     | 辻真先            | 長浜忠夫   | 長浜忠夫            | 楠部大吉郎          |
| 20   |                | のこりかす監督                   | 辻真先            | 長浜忠夫   | 長浜忠夫            | 楠部大吉郎          |
| 21   |                | テストされる星監督               | 辻真先            | 長浜忠夫   | 長浜忠夫            | 楠部大吉郎          |
| 22   |                | 拒否された特訓                   | 辻真先            | 長浜忠夫   | 長浜忠夫            | 楠部大吉郎          |
| 23   |                | スケッチブックの秘密             | 松岡清治          | 長浜忠夫   | 長浜忠夫            | 楠部大吉郎          |
| 24   |                | 謎のへそ作戦                     | 島修司            | 長浜忠夫   | 長浜忠夫            | 楠部大吉郎          |
| 25   |                | 汗と涙の背番号1                  | 松岡清治          | 長浜忠夫   | 長浜忠夫            | 楠部大吉郎          |
| 26   |                | 栄光への第一戦                   | さわきとおる      | 長浜忠夫   | 長浜忠夫            | 楠部大吉郎          |
| 27   |                | 迷いの失投                       | さわきとおる      | 長浜忠夫   | 長浜忠夫            | 楠部大吉郎          |
| 28   |                | 根性の延長戦                     | 辻真先            | 長浜忠夫   | 長浜忠夫            | 楠部大吉郎          |
| 29   |                | 泥だらけの決勝戦                 | 辻真先            | 長浜忠夫   | 長浜忠夫            | 楠部大吉郎          |
| 30   |                | 山から来た挑戦者                 | さわきとおる      | 長浜忠夫   | 長浜忠夫            | 楠部大吉郎          |
| 31   |                | 飛び込んで来た浪速っ子           | 松元力            | 長浜忠夫   | 長浜忠夫            | 楠部大吉郎          |
| 32   |                | 一本足のホームラン               | 松元力            | 長浜忠夫   | 長浜忠夫            | 楠部大吉郎          |
| 33   |                | 甲子園へのVサイン                | 辻真先            | 長浜忠夫   | 長浜忠夫            | 楠部大吉郎          |
| 34   |                | 甲子園大会開幕                   | 松岡清治          | 長浜忠夫   | 長浜忠夫            | 楠部大吉郎          |
| 35   |                | 魔球対豪速球                     | さわきとおる      | 長浜忠夫   | 長浜忠夫            | 楠部大吉郎          |
| 36   |                | 悲運の強打者                     | 辻真先            | 長浜忠夫   | 長浜忠夫            | 楠部大吉郎          |
| 37   |                | 執念の男・左門                   | 斉藤次郎          | 長浜忠夫   | 長浜忠夫            | 楠部大吉郎          |
| 38   |                | 涙のストライク                   | 斉藤次郎          | 長浜忠夫   | 長浜忠夫            | 楠部大吉郎          |
| 39   |                | 雨の中の闘志                     | 吉田喜昭          | 長浜忠夫   | 長浜忠夫            | 楠部大吉郎          |
| 40   |                | 血ぞめの決勝戦                   | 伊上勝            | 長浜忠夫   | 長浜忠夫            | 楠部大吉郎          |
| 41   | 1969年 1月4日  | よみがえれ飛雄馬                 | 山崎晴哉          | 長浜忠夫   | 長浜忠夫            | 楠部大吉郎          |
| 42   |                | 怒りのやみうち事件               | 宇佐美寛          | 長浜忠夫   | 長浜忠夫            | 楠部大吉郎          |
| 43   |                | 友情のやみなべ                   | 宇佐美寛          | 長浜忠夫   | 長浜忠夫            | 楠部大吉郎          |
| 44   |                | みがわり退学                     | 吉田喜昭          | 長浜忠夫   | 長浜忠夫            | 楠部大吉郎          |
| 45   |                | 失われた目標                     | さわきとおる      | 長浜忠夫   | 長浜忠夫            | 楠部大吉郎          |
| 46   |                | 川上監督へのおくりもの           | 松岡清治          | 長浜忠夫   | 長浜忠夫            | 楠部大吉郎          |
| 47   |                | 押しかけた十一球団               | 島修司            | 長浜忠夫   | 長浜忠夫            | 楠部大吉郎          |
| 48   |                | 父・一徹のスパイク               | 松岡清治          | 長浜忠夫   | 長浜忠夫            | 楠部大吉郎          |
| 49   |                | 燃えあがる入団テスト             | さわきとおる      | 長浜忠夫   | 長浜忠夫            | 楠部大吉郎          |
| 50   |                | 堀内に挑むライバル               | 山崎晴哉          | 長浜忠夫   | 長浜忠夫            | 楠部大吉郎          |
| 51   |                | 二度目の魔送球                   | 松岡清治          | 長浜忠夫   | 長浜忠夫            | 楠部大吉郎          |
| 52   |                | 栄光の背番号16                   | 松岡清治          | 長浜忠夫   | 長浜忠夫            | 楠部大吉郎          |
| 53   |                | 花形・左門の入団決定             | 辻真先            | 長浜忠夫   | 長浜忠夫            | 楠部大吉郎          |
| 54   |                | ゆけ、多摩川グラウンド           | 辻真先            | 長浜忠夫   | 長浜忠夫            | 楠部大吉郎          |
| 55   |                | 王・長嶋への挑戦                 | 松岡清治          | 長浜忠夫   | 長浜忠夫            | 楠部大吉郎          |
| 56   |                | 無視された左腕                   | 松岡清治          | 長浜忠夫   | 長浜忠夫            | 楠部大吉郎          |
| 57   |                | 王・長嶋涙の教訓                 | さわきとおる      | 長浜忠夫   | 長浜忠夫            | 楠部大吉郎          |
| 58   |                | 消えゆく先輩                     | 松岡清治          | 長浜忠夫   | 長浜忠夫            | 楠部大吉郎          |
| 59   |                | 血みどろの千本ノック             | さわきとおる      | 長浜忠夫   | 長浜忠夫            | 楠部大吉郎          |
| 60   |                | ばか正直の飛雄馬                 | 斉藤次郎          | 長浜忠夫   | 長浜忠夫            | 楠部大吉郎          |
| 61   |                | 飛雄馬の初月給                   | 斉藤次郎          | 長浜忠夫   | 長浜忠夫            | 楠部大吉郎          |
| 62   |                | はじめての勝利                   | 斉藤次郎          | 長浜忠夫   | 長浜忠夫            | 楠部大吉郎          |
| 63   |                | 限りなき前進の誓い               | 辻真先            | 長浜忠夫   | 長浜忠夫            | 楠部大吉郎          |
| 64   |                | 雪玉のひみつ                     | さわきとおる      | 長浜忠夫   | 長浜忠夫            | 楠部大吉郎          |
| 65   |                | 盗まれたスコアーブック           | 松岡清治          | 長浜忠夫   | 長浜忠夫            | 楠部大吉郎          |
| 66   |                | 金田投手のアドバイス             | 松岡清治          | 長浜忠夫   | 長浜忠夫            | 楠部大吉郎          |
| 67   |                | 落日の中の胴上げ                 | 松岡清治          | 長浜忠夫   | 長浜忠夫            | 楠部大吉郎          |
| 68   |                | おそるべき予言                   | 辻真先            | 長浜忠夫   | 長浜忠夫            | 楠部大吉郎          |
| 69   |                | つかみとられたホームラン         | さわきとおる      | 長浜忠夫   | 長浜忠夫            | 楠部大吉郎          |
| 70   |                | 左門の予告ホームラン             | さわきとおる      | 長浜忠夫   | 長浜忠夫            | 楠部大吉郎          |
| 71   |                | かえれ不死鳥                     | 斉藤次郎          | 長浜忠夫   | 長浜忠夫            | 楠部大吉郎          |
| 72   |                | めかくしのバッター               | 斉藤次郎          | 長浜忠夫   | 長浜忠夫            | 楠部大吉郎          |
| 73   |                | 謎の特訓                         | 辻真先            | 長浜忠夫   | 長浜忠夫            | 楠部大吉郎          |
| 74   |                | 一徹の見た幻                     | 松岡清治          | 長浜忠夫   | 長浜忠夫            | 楠部大吉郎          |
| 75   |                | 大リーグボール誕生               | 松岡清治          | 長浜忠夫   | 長浜忠夫            | 楠部大吉郎          |
| 76   |                | 宿敵・花形との対決               | さわきとおる      | 長浜忠夫   | 長浜忠夫            | 楠部大吉郎          |
| 77   |                | 花形・捨身の挑戦                 | さわきとおる      | 長浜忠夫   | 長浜忠夫            | 楠部大吉郎          |
| 78   |                | 鬼のグランドキーパー             | 松岡清治          | 長浜忠夫   | 長浜忠夫            | 楠部大吉郎          |
| 79   |                | オールスターのできごと           | 辻真先            | 長浜忠夫   | 長浜忠夫            | 楠部大吉郎          |
| 80   |                | 魔の鉄バット                     | 辻真先            | 長浜忠夫   | 長浜忠夫            | 楠部大吉郎          |
| 81   |                | 破竹の九連勝                     | 島修司            | 長浜忠夫   | 長浜忠夫            | 楠部大吉郎          |
| 82   |                | 巨人・阪神の死闘                 | さわきとおる      | 長浜忠夫   | 長浜忠夫            | 楠部大吉郎          |
| 83   |                | 傷だらけのホームイン             | さわきとおる      | 長浜忠夫   | 長浜忠夫            | 楠部大吉郎          |
| 84   |                | 左門の築いた城                   | 松岡清治          | 長浜忠夫   | 長浜忠夫            | 楠部大吉郎          |
| 85   |                | 根性の門限やぶり                 | 斉藤次郎          | 長浜忠夫   | 長浜忠夫            | 楠部大吉郎          |
| 86   | 11月15日       | 秘密兵器との対決                 | 山崎晴哉          | 吉川惣司   | 長浜忠夫            | 楠部大吉郎          |
| 87   | 11月22日       | 片目の大リーガー                 | 松岡清治          | 林すみ子   | 長浜忠夫            | 楠部大吉郎          |
| 88   | 11月29日       | 野球ロボット・オズマ             | 吉田喜昭          | 出﨑哲     | 長浜忠夫            | 楠部大吉郎          |
| 89   | 12月6日        | 不吉の背番号13                   | 伊東恒久          | 斉藤博     | 長浜忠夫            | 楠部大吉郎          |
| 90   | 12月13日       | ロボット対人形                   | 松岡清治          | 富野喜幸   | 長浜忠夫            | 楠部大吉郎          |
| 91   | 12月20日       | 栄光のピッチング（沢村栄治物語） | 松岡清治          | 林すみ子   | 長浜忠夫            | 楠部大吉郎          |
| 92   | 12月27日       | 折り合わぬ契約                   | 辻真先            | 斉藤博     | 長浜忠夫            | 楠部大吉郎          |
| 93   | 1970年 1月3日  | 新しい年のはじまり               | 林すみ子          | 林すみ子   | 長浜忠夫            | 楠部大吉郎          |
| 94   | 1月10日        | 飛び立つ星                       | 辻真先            | 林すみ子   | 長浜忠夫            | 楠部大吉郎          |
| 95   | 1月17日        | 手さぐりの青春                   | 松岡清治          | 出崎哲     | 長浜忠夫            | 楠部大吉郎          |
| 96   | 1月24日        | 水原監督と父一徹                 | 松岡清治          | 吉川惣司   | 長浜忠夫            | 楠部大吉郎          |
| 97   | 1月31日        | 宮崎キャンプでの噂               | 山崎晴哉          | 斉藤博     | 長浜忠夫            | 楠部大吉郎          |
| 98   | 2月7日         | 姉,明子の道                      | 伊東恒久          | 林すみ子   | 長浜忠夫            | 楠部大吉郎          |
| 99   | 2月14日        | 運命の出合                       | 鈴木良武          | 遠藤正史   | 長浜忠夫            | 楠部大吉郎          |
| 100  | 2月21日        | 炎の青春                         | 伊東恒久          | 斉藤博     | 長浜忠夫            | 楠部大吉郎          |
| 101  | 2月28日        | 美奈のひみつ                     | 山崎晴哉          | 林すみ子   | 長浜忠夫            | 楠部大吉郎          |
| 102  | 3月7日         | 落日の悲しみ                     | 竹内泰之          | 吉川惣司   | 長浜忠夫            | 楠部大吉郎          |
| 103  | 3月14日        | 飛雄馬よいずこえ〔ママ〕         | 山崎晴哉          | 林すみ子   | 長浜忠夫            | 楠部大吉郎          |
| 104  | 3月21日        | おちゆく星                       | 松岡清治          | 林すみ子   | 長浜忠夫            | 楠部大吉郎          |
| 105  | 3月28日        | オズマの執念                     | 伊東恒久          | 斉藤博     | 長浜忠夫            | 楠部大吉郎          |
| 106  | 4月4日         | 鬼コーチ一徹の誕生               | 鈴木良武          | 吉川惣司   | 長浜忠夫            | 楠部大吉郎          |
| 107  | 4月11日        | 大リーグボール打倒ギブス         | 竹内泰之          | 遠藤政治   | 長浜忠夫            | 楠部大吉郎          |
| 108  | 4月18日        | 絶望のペナントレース             | 松岡清治          | 林すみ子   | 長浜忠夫            | 楠部大吉郎          |
| 109  | 4月25日        | 飛雄馬立つ!!                     | 伊東恒久          | 斉藤博     | 長浜忠夫            | 楠部大吉郎          |
| 110  | 5月2日         | 燃える千本投球                   | 山崎晴哉          | 林すみ子   | 長浜忠夫            | 楠部大吉郎          |
| 111  | 5月9日         | 命がけのキャッチ                 | 松岡清治          | 吉川惣司   | 長浜忠夫            | 楠部大吉郎          |
| 112  | 5月16日        | 迷いの二軍戦                     | 鈴木良武          | 出崎哲     | 長浜忠夫            | 楠部大吉郎          |
| 113  | 5月23日        | 大リーグボール復活               | 竹内泰之          | 出崎哲     | 長浜忠夫            | 楠部大吉郎          |
| 114  | 5月30日        | 見えないスイング                 | 伊東恒久          | 斉藤博     | 長浜忠夫            | 楠部大吉郎          |
| 115  | 6月6日         | 巨大な敵.父一徹                  | 山崎晴哉          | 吉川惣司   | 長浜忠夫 吉田茂承   | 楠部大吉郎          |
| 116  | 6月13日        | 不安の中の四連勝                 | 鈴木良武          | 小林かおる | 長浜忠夫            | 楠部大吉郎          |
| 117  | 6月20日        | 不気味な予感                     | 竹内泰之          | 斉藤博     | 長浜忠夫            | 楠部大吉郎          |
| 118  | 6月27日        | 吼えろ若獅子                     | 山崎晴哉          | 石川輝夫   | 長浜忠夫 吉田茂承   | 楠部大吉郎          |
| 119  | 7月4日         | 大リーグボールの死               | 伊東恒久          | 吉川惣司   | 長浜忠夫            | 楠部大吉郎          |
| 120  | 7月11日        | 飛雄馬への予告                   | 松岡清治          | 遠藤正史   | 長浜忠夫            | 楠部大吉郎          |
| 121  | 7月18日        | 泥まみれの背番号16               | 松岡清治          | 小林かおる | 長浜忠夫            | 楠部大吉郎          |
| 122  | 7月25日        | 大リーグボール二号のヒント       | 山崎晴哉          | 小林かおる | 長浜忠夫            | 楠部大吉郎          |
| 123  | 8月1日         | 川上監督の新作戦                 | 竹内泰之          | 出崎哲     | 長浜忠夫            | 楠部大吉郎          |
| 124  | 8月8日         | すばらしい兄・左門               | 伊東恒久          | 吉川惣司   | 長浜忠夫 吉田茂承   | 楠部大吉郎          |
| 125  | 8月15日        | ズックのボール                   | 山崎晴哉          | 吉川惣司   | 長浜忠夫 吉田茂承   | 楠部大吉郎          |
| 126  | 8月22日        | 花形と姉,明子                    | 山崎晴哉          | 斉藤博     | 長浜忠夫            | 楠部大吉郎          |
| 127  | 8月29日        | テストされる川上監督             | 鈴木良武          | 出崎哲     | 長浜忠夫 吉田茂承   | 楠部大吉郎          |
| 128  | 9月5日         | 必殺の大リーグボール二号         | 竹内泰之          | 吉川惣司   | 長浜忠夫 御厨恭輔   | 楠部大吉郎 香西隆男 |
| 129  | 9月12日        | 一徹の秘策                       | 松岡清治          | 小林かおる | 長浜忠夫 吉田茂承   | 楠部大吉郎 椛島義夫 |
| 130  | 9月19日        | 左門の挑戦                       | 伊東恒久          | 斉藤博     | 長浜忠夫 御厨恭輔   | 楠部大吉郎 斉藤博   |
| 131  | 9月26日        | 消える魔球の推理                 | 鈴木良武          | 遠藤正史   | 長浜忠夫 御厨恭輔   | 楠部大吉郎 遠藤正史 |
| 132  | 10月3日        | 天才・花形の敗北                 | 竹内泰之          | 小林かおる | 長浜忠夫 吉田茂承   | 楠部大吉郎 椛島義夫 |
| 133  | 10月10日       | 大投手・金田の引退               | 松岡清治          | 出崎哲     | 長浜忠夫 御厨恭輔   | 楠部大吉郎 香西隆男 |
| 134  | 10月17日       | 狙われた伴宙太                   | 伊東恒久          | 吉川惣司   | 長浜忠夫 吉田茂承   | 楠部大吉郎 椛島義夫 |
| 135  | 10月24日       | 去りゆくオズマ                   | 松岡清治          | 小林かおる | 長浜忠夫 御厨恭輔   | 楠部大吉郎 遠藤正史 |
| 136  | 10月31日       | 親友                             | 伊東恒久          | 石川輝夫   | 長浜忠夫 御厨恭輔   | 楠部大吉郎 斉藤博   |
| 137  | 11月7日        | 消える魔球の手がかり             | 山崎晴哉          | 石川輝夫   | 長浜忠夫 吉田茂承   | 楠部大吉郎 椛島義夫 |
| 138  | 11月14日       | しごかれる伴宙太                 | 鈴木良武          | 小林かおる | 長浜忠夫 御厨恭輔   | 楠部大吉郎 香西隆男 |
| 139  | 11月21日       | 花形・左門の執念                 | 竹内泰之          | 出崎哲     | 長浜忠夫 吉田茂承   | 楠部大吉郎 椛島義夫 |
| 140  | 11月28日       | 川上監督の決意                   | 松岡清治          | 吉川惣司   | 長浜忠夫 吉田茂承   | 楠部大吉郎 椛島義夫 |
| 141  | 12月5日        | 大リーグボール二号の危機         | 山崎晴哉          | 斉藤博     | 長浜忠夫 御厨恭輔   | 楠部大吉郎 斉藤博   |
| 142  | 12月12日       | ひきさかれた友情                 | 伊東恒久          | 吉田茂承   | 長浜忠夫 吉田茂承   | 楠部大吉郎 椛島義夫 |
| 143  | 12月19日       | 血涙の別れ                       | 松岡清治          | 吉川惣司   | 長浜忠夫 御厨恭輔   | 楠部大吉郎 遠藤正史 |
| 144  | 12月26日       | 鬼の弟子,伴宙太                  | 鈴木良武          | 出崎哲     | 長浜忠夫 御厨恭輔   | 楠部大吉郎 遠藤正史 |
| 145  | 1971年 1月2日  | はばたけ不死鳥                   | 竹内泰之          | 小林かおる | 長浜忠夫 吉田茂承   | 楠部大吉郎 椛島義夫 |
| 146  | 1月9日         | O.N魔球への挑戦                  | 山崎晴哉          | 小林かおる | 長浜忠夫 吉田茂承   | 楠部大吉郎 芝山努   |
| 147  | 1月16日        | 伴の替りにきた投手               | 松岡清治          | 小林かおる | 長浜忠夫 御厨恭輔   | 楠部大吉郎 香西隆男 |
| 148  | 1月23日        | グランドの孤独者                 | 山崎晴哉          | 斉藤博     | 長浜忠夫 御厨恭輔   | 楠部大吉郎 斉藤博   |
| 149  | 1月30日        | 起ち上がれ伴!                    | 伊東恒久          | 石川輝夫   | 長浜忠夫 御厨恭輔   | 楠部大吉郎 香西隆男 |
| 150  | 2月6日         | 刺客志願                         | 伊東恒久          | 石川輝夫   | 長浜忠夫 吉田茂承   | 楠部大吉郎 椛島義夫 |
| 151  | 2月13日        | 対決,その前夜                    | 竹内泰之          | 小林かおる | 長浜忠夫 御厨恭輔   | 楠部大吉郎 遠藤正史 |
| 152  | 2月20日        | 対決!!星対伴                     | 鈴木良武          | 出崎哲     | 長浜忠夫 吉田茂承   | 楠部大吉郎 椛島義夫 |
| 153  | 2月27日        | 魔球打たる!                      | 金子裕            | 小林かおる | 長浜忠夫 御厨恭輔   | 楠部大吉郎 斉藤博   |
| 154  | 3月6日         | 敗れた鬼                         | 松岡清治          | 石川輝夫   | 長浜忠夫 御厨恭輔   | 楠部大吉郎 香西隆男 |
| 155  | 3月13日        | 花形の奇策                       | 伊東恒久          | 吉川惣司   | 長浜忠夫 吉田茂承   | 楠部大吉郎 椛島義夫 |
| 156  | 3月20日        | 大リーグボール2号の敗北          | 金子裕            | 出崎哲     | 長浜忠夫 御厨恭輔   | 楠部大吉郎 斉藤博   |
| 157  | 3月27日        | 傷だらけの負け犬                 | 竹内泰之          | 斉藤博     | 長浜忠夫 御厨恭輔   | 楠部大吉郎 遠藤正史 |
| 158  | 4月3日         | 女番長,お京                      | 山崎晴哉          | 小林かおる | 長浜忠夫 吉田茂承   | 楠部大吉郎 椛島義夫 |
| 159  | 4月10日        | 借りを返せ!                      | 伊東恒久          | 石川輝夫   | 長浜忠夫 御厨恭輔   | 楠部大吉郎 香西隆男 |
| 160  | 4月17日        | 左門の恋                         | 松岡清治          | 小林かおる | 長浜忠夫 御厨恭輔   | 楠部大吉郎 斉藤博   |
| 161  | 4月24日        | 飛雄馬の母                       | 山崎晴哉          | 吉田茂承   | 長浜忠夫 吉田茂承   | 楠部大吉郎 椛島義夫 |
| 162  | 5月1日         | 仕組まれた罠                     | 伊東恒久          | 斉藤望     | 長浜忠夫 御厨恭輔   | 楠部大吉郎 斉藤博   |
| 163  | 5月8日         | 京子の真心                       | 伊東恒久          | -          | 長浜忠夫 出崎哲     | 楠部大吉郎 椛島義夫 |
| 164  | 5月15日        | すべてか! ゼロか!                | 竹内泰之          | -          | 長浜忠夫 小林きよ子 | 楠部大吉郎 香西隆男 |
| 165  | 5月22日        | 友情のファインプレー             | 松岡清治          | -          | 長浜忠夫 小林かおる | 楠部大吉郎 遠藤正史 |
| 166  | 5月29日        | 悪夢のオールスター               | 松岡清治          | -          | 長浜忠夫 小林かおる | 楠部大吉郎 椛島義夫 |
| 167  | 6月5日         | 新たなる門出                     | 鈴木良武          | -          | 長浜忠夫 出崎哲     | 楠部大吉郎 遠藤正史 |
| 168  | 6月12日        | 大リーグボール3号                | 山崎晴哉          | -          | 長浜忠夫 斉藤博     | 楠部大吉郎 斉藤博   |
| 169  | 6月19日        | 謎のアンダースロー               | 伊東恒久          | -          | 長浜忠夫 小林かおる | 楠部大吉郎 香西隆男 |
| 170  | 6月26日        | 覆面魔球                         | 金子裕            | -          | 長浜忠夫 石川輝夫   | 楠部大吉郎 椛島義夫 |
| 171  | 7月3日         | かえってきたオズマ               | 山崎晴哉          | -          | 長浜忠夫 奥田誠治   | 楠部大吉郎 遠藤正史 |
| 172  | 7月10日        | オズマの死                       | 伊東恒久          | -          | 長浜忠夫 吉田茂承   | 楠部大吉郎 椛島義夫 |
| 173  | 7月17日        | 壊れたピッチングマシン           | 鈴木良武          | -          | 長浜忠夫 出崎哲     | 楠部大吉郎 香西隆男 |
| 174  | 7月24日        | 白い血の秘密                     | 松岡清治          | -          | 長浜忠夫 斉藤望     | 楠部大吉郎 遠藤正史 |
| 175  | 7月31日        | 勝利の若獅子                     | 山崎晴哉          | -          | 長浜忠夫 小林かおる | 楠部大吉郎 椛島義夫 |
| 176  | 8月7日         | 左門のスピン打法                 | 伊東恒久          | -          | 長浜忠夫 出崎哲     | 楠部大吉郎 遠藤正史 |
| 177  | 8月14日        | 正捕手への道<吉原物語>           | 竹内泰之          | -          | 長浜忠夫 吉川惣司   | 楠部大吉郎 椛島義夫 |
| 178  | 8月21日        | 生命（いのち）を投げる魔球       | 金子裕            | 定形美佐夫 | 長浜忠夫 御厨恭輔   | 楠部大吉郎 香西隆男 |
| 179  | 8月28日        | 青白き炎の挑戦状                 | 山崎晴哉          | 奥田誠治   | 長浜忠夫 御厨恭輔   | 楠部大吉郎 遠藤正史 |
| 180  | 9月4日         | 覚悟の登板                       | 松岡清治          | 出崎哲     | 長浜忠夫 御厨恭輔   | 楠部大吉郎 椛島義夫 |
| 181  | 9月11日        | 決死の完全試合                   | 鈴木良武          | 石川輝夫   | 長浜忠夫 御厨恭輔   | 楠部大吉郎 遠藤正史 |
| 182  | 9月18日        | 輝け! 巨人の星                   | 伊東恒久          | 斉藤博     | 長浜忠夫 御厨恭輔   | 楠部大吉郎 遠藤正史 |

### 放送局
- 読売テレビ（制作局）：土曜 19:00 - 19:30
- 日本テレビ：土曜 19:00 - 19:30
- 札幌テレビ：土曜 19:00 - 19:30
- 青森放送：土曜 19:00 - 19:30[15]
- 岩手放送：土曜 18:00 - 18:30[16]
- 東北放送：土曜 18:00 - 18:30（1970年9月まで）[17]
  - ミヤギテレビ：土曜 19:00 - 19:30（1970年10月より）[18]
- 秋田放送：土曜 19:00 - 19:30[15]
- 山形放送：土曜 19:00 - 19:30[15]
- 福島テレビ：土曜 19:00 - 19:30[19]
- 山梨放送：土曜 19:00 - 19:30[20]
- 新潟放送：土曜 18:00 - 18:30[21]
- 信越放送：土曜 18:00 - 18:30
- 静岡放送：土曜 18:00 - 18:30
- 北日本放送：土曜 19:00 - 19:30[22]
- 北陸放送：土曜 18:00 - 18:30[22]
- 福井放送：土曜 18:00 - 18:30[22]
- 名古屋テレビ：土曜 19:00 - 19:30[23]
- 日本海テレビ（当時の放送エリアは鳥取県のみ）：土曜 19:00 - 19:30
- 山陰放送（当時の放送エリアは島根県のみ）：土曜 18:00 - 18:30
- 広島テレビ：土曜 19:00 - 19:30
- 山口放送：土曜 19:00 - 19:30
- 四国放送：土曜 19:00 - 19:30
- 西日本放送（当時の放送免許エリアは香川県のみ）：土曜 19:00 - 19:30
- 南海放送：土曜 19:00 - 19:30
- 高知放送：土曜 19:00 - 19:30
- RKB毎日放送：金曜 18:00 - 18:30（1969年4月4日まで）[注釈 9]
  - 福岡放送：土曜 19:00 - 19:30（1969年4月5日から）[24]
- 長崎放送：土曜 18:00 - 18:30
- 熊本放送：土曜 18:00 - 18:30
- 大分放送：土曜 18:00 - 18:30
- 宮崎放送：土曜 18:00 - 18:30
- 南日本放送：土曜 18:00 - 18:30

### ゲームソフト
2002年にカプコンからゲームソフト『ジ・アニメ・スーパーリミックス 巨人の星』が発売されている。これはミニゲームをクリアすることで本作のハイライト映像が楽しめるという作品だった。
| 読売テレビ制作・日本テレビ系列 土曜19時台前半 大塚製薬一社提供枠 | 読売テレビ制作・日本テレビ系列 土曜19時台前半 大塚製薬一社提供枠 | 読売テレビ制作・日本テレビ系列 土曜19時台前半 大塚製薬一社提供枠 |
| 前番組                                                           | 番組名                                                           | 次番組                                                           |
| ---------------------------------------------------------------- | ---------------------------------------------------------------- | ---------------------------------------------------------------- |
| 黄金バット                                                       | 巨人の星                                                         | 天才バカボン                                                     |

## 新・巨人の星

### あらすじ（新）
昭和50年秋、行方不明だった飛雄馬は人里離れた山奥に住み、有料で弱小草野球チームの助っ人打者を引き受ける日々を送っていた。そんな折、探偵を雇うことで飛雄馬の姿を捉えた花形は飛雄馬と再会。花形邸で姉の明子とも再会する。「野球地獄とは縁を切って第二の人生（花形コンツェルンの会社で）を歩むよう」花形より諭されるが、どん底に喘ぐ長嶋監督を救うため、既に引退し伴自動車工業の常務に納まっていた伴と彼がコーチとしてアメリカより呼び寄せたビッグ・ビル・サンダーの協力の下、昭和51年春の宮崎キャンプのテスト生を経て巨人へ再び入団する。すっかり白髪になり老け込んだ一徹は飛雄馬の球界復帰に「大どんでん返し」の秘密があると語る。その秘密とは元々右利きだった飛雄馬を左投げのほうが投手として有利であるという理由から敢えて左利きへと矯正させたこと、さらに大リーグボール養成ギプスは右手にも有効であり、飛雄馬は右投手として不死鳥の如く復活するというものだった。大リーグボール3号の投球が原因で左肩を損傷したために復帰当初は代打専門の打者としてビッグ・ビル・サンダーより授かった殺人スクリュー・スピン・スライディングを武器に阪神の掛布と死闘を繰り広げる。飛雄馬に右投げ投手として巨人のエースへ返り咲くことを願う伴はビッグ・ビル・サンダーを阪神のコーチに就任させることで掛布にスクリュー・スピン・スライディングを破らせ飛雄馬を開眼させる。凄まじい剛速球だがノーコンに悩む飛雄馬を見かねた父・一徹が生み出した大リーグボール養成ギプス右投手用による特訓の成果でノーコンを克服する。昭和52年春、敢えて同じテスト生を経て、しかも阪神ではなくヤクルトで飛雄馬と同じ背番号3番を背負い復帰した花形、そしてビッグ・ビル・サンダーの門下生でブラジルからやって来たロメオ南条ともに飛雄馬は見事勝利する。

### 前作との設定の違い
原作の前作最終回で提訴試合に発展した判定は「完全試合達成」という結果になり（アニメでは最初から完全試合達成だった）、左手の指を動かせなくなったはずの星飛雄馬は、復帰のため「左肩を壊した」という平凡な設定に変わっている。飛雄馬が花形の車の中で過去を語る最後の一球の直後の回想シーンでも、飛雄馬が左肩を抑えている場面に変わっている。ただし、第1話後半の回想シーンは前作最終回のシーンがそのまま使われている。
また、飛雄馬はアニメでは一徹に負ぶさって球場を後にしたはずが、この続編では「マウンドから担架で、球場出口から救急車で運ばれた」ことになっている。そして同じく回想シーンでは、各球団は当時のユニフォームではなく現行（番組制作時）のユニフォームとなっている。姉・明子の回想シーンでは本来の赤いワンピースから青（紺？）に変更されている。

### その他
一話目の冒頭では、史実の長嶋の引退セレモニーの映像が使われたが、DVDとBlu-rayではカット（公式の動画配信ではそのまま）されている。また、その他にも放送時は史実の映像が使われていたが、いずれもカットされている。

### 主要人物（新）
星飛雄馬
巨人軍の危機にテスト生として再入団。代打専門選手から右投手として復活を果す。
伴宙太
飛雄馬の引退と共に中日を引退。現在は家業である伴重工業の専務であるが、飛雄馬のカムバックに協力する。
花形満
引退し、家業を継いで常務として働いていたが飛雄馬のカムバックに刺激され、ヤクルトにテスト生として入団。再び打倒飛雄馬に燃える。
花形明子
飛雄馬の姉で旧姓は「星」。現在は花形満夫人。
左門豊作
星の世代では大洋で唯一現役を継続していた。兄妹とは同居しているが、京子と結婚した。
星一徹
飛雄馬と明子の父。前作と比べ過激さは潜め丸い性格になっているが、野球の事になると鬼を魅せる片鱗を残している。飛雄馬に「大リーグボール養成ギブス・右投手用」を送り、援助した。意外に甘党でお汁粉なども食す。
ビル・サンダー
伴がアメリカから呼び寄せた飛雄馬の専属コーチ。後に阪神のコーチとなり敵となる。
長嶋茂雄
元飛雄馬のチームメイトの先輩で、本作の巨人軍監督。飛雄馬に期待する余り、厳しい要求もすることがある。
王貞治
前作でも共に戦ったチームメイトの先輩。四番で一塁手。右投手に転向した星がコントロールに苦しむのを見かねて、ザトペック投法（ノーワインドアップ投法）を伝授した。これは、実際に王が高校時代に投手をしていた時に使用している。
楠木（くすのき）
巨人のブルペン捕手。右投手として再起した星の面倒をみた。前作での伴宙太の様な役どころ。怪我により、野球生命を断たれた弟がいる。一度は実家の家業を継ぐために引退を決意したが、長嶋監督や飛雄馬の要請もあり現役を続行する事を決心した。
ロメオ・南条
ブラジル出身の日系人。ビル・サンダーの教え子でサンダーが去った後に阪神に入団し星の前に立ちはだかる。他のライバルと同じく、引き続き『新巨人の星II』にも登場する。走攻守揃ったアベレージ・ヒッター（高打率打者）であるが、ホームランを打つ描写も多い。

### スタッフ（新）
- 原作：梶原一騎、川崎のぼる
- 協力：東京読売巨人軍
- 音楽：渡辺岳夫
- 作画監督：香西隆男、荒木伸吾
- 美術監督：小林七郎
- 撮影監督：高橋宏固
- 録音監督：山崎あきら
- プロデューサー：佐野寿七（YTV）、稲田伸生
- 制作：読売テレビ、東京ムービー

### 楽曲（新）
主題歌シングル（SCS-377）は1977年10月発売。挿入歌・イメージソングの初出音盤は1977年12月発売のドラマ入りLP（CS-7048）で、そのうち「想い出よ今は…」と「はばたけ飛雄馬このときに」は翌3月にシングルカット（SCS-404）された。
1978年12月25日発売の企画LP「英語盤 ささきいさお アニメヒットを歌う」（CZ-7018）に、「よみがえれ飛雄馬」の英語版「HYUMA COME BACK」（カラオケは同一音源、英詞はDonald P.Bergerによる）が収録された。
1984年11月発売のLP『アニメ・サウンド・メモリアル 新巨人の星』（CX-7192）には、「HYUMA COME BACK」も含む全9曲が収録された。
「想い出よ今は…」「はばたけ飛雄馬このときに」は、ささきいさおの『Single Collection』（COCC-15199〜203、1998年6月20日年発売）で、「姉さんありがとう」、「友情」、「HYUMA COME BACK」は同『DELUXE COLLECTION 〜男の詩スペシャル〜』（COCX-30275〜9、1999年3月20日）で、それぞれCD化されている。一方、こおろぎ'73がメインボーカルの「飛雄馬ひとり往く」「多摩川の四季」は未CD化。
※全曲ともに、作曲 - 渡辺岳夫 / 編曲 - 松山祐士

#### 主題歌（新）
オープニングテーマ - 「行け行け飛雄馬」
作詞 - 東京ムービー企画部 / 歌 - ささきいさお、こおろぎ'73
前作の「ゆけゆけ飛雄馬」と同じ歌だが、アレンジが異なり、明るい曲調になっている。
エンディングテーマ - 「よみがえれ飛雄馬」
作詞 - 梶原一騎 / 歌 - ささきいさお、こおろぎ'73
第6話から静止画像が少し変わる。

#### 挿入歌・イメージソング（新）
「飛雄馬ひとり往く」
作詞 - 梶原一騎 / 歌 - こおろぎ'73
「姉さんありがとう」
作詞 - 杉山政美 / 歌 - ささきいさお
「友情」
作詞 - 東京ムービー企画部 / 歌 - ささきいさお、こおろぎ'73
「多摩川の四季」
作詞 - 東京ムービー企画部、杉山政美 / 歌 - こおろぎ'73
「想い出よ今は…」
作詞 - 杉山政美 / 歌 - ささきいさお
「はばたけ飛雄馬このときに」
作詞 - 杉山政美 / 歌 - ささきいさお、こおろぎ'73

### 各話リスト（新）
| 話数 | 放送日         | サブタイトル           | 脚本     | 演出     |
| ---- | -------------- | ---------------------- | -------- | -------- |
| 1    | 1977年 10月1日 | 新たなる栄光の星へ     | 茅麻夫   | 今沢哲男 |
| 2    | 10月8日        | 謎を秘めた代打屋       | 金子裕   | 岡崎稔   |
| 3    | 10月15日       | 再会を拒む父と子       | 城山昇   | 永丘昭典 |
| 4    | 10月22日       | 果てなき野球地獄       | 出﨑哲   | 出﨑哲   |
| 5    | 10月29日       | 伴と星・涙の再会       | 城山昇   | 岡崎稔   |
| 6    | 11月5日        | 謎のビル・サンダー     | 城山昇   | 永丘昭典 |
| 7    | 11月12日       | 影の友情・左門メモ     | 出崎哲   | 出崎哲   |
| 8    | 11月19日       | 対・エース作戦開始     | 出崎哲   | 岡崎稔   |
| 9    | 11月26日       | 新しい標的・タブチ     | 出崎哲   | 今沢哲男 |
| 10   | 12月3日        | 大どんでん返しの正体   | 金子裕   | 岡崎稔   |
| 11   | 12月10日       | 背番号90との再会       | 金子裕   | 永丘昭典 |
| 12   | 12月17日       | 右投げ・新たなる波紋   | 荒木芳久 | 岡崎稔   |
| 13   | 12月24日       | 驚異の長島構想         | 荒木芳久 | 出崎哲   |
| 14   | 1978年 1月7日  | 電話の謎・明子の迷い   | 荒木芳久 | 今沢哲男 |
| 15   | 1月14日        | 冷たい復帰への道       | 城山昇   | 岡崎稔   |
| 16   | 1月21日        | 忍耐のキャンプ・イン   | 城山昇   | 岡崎稔   |
| 17   | 1月28日        | 嵐の中のテスト生       | 城山昇   | 出崎哲   |
| 18   | 2月4日         | ビル・サンダーの秘策   | 金子裕   | 出崎哲   |
| 19   | 2月11日        | 鬼のスクリュー特訓     | 金子裕   | 今沢哲男 |
| 20   | 2月18日        | 必殺のスライディング   | 金子裕   | 永丘昭典 |
| 21   | 2月25日        | 新たなる決意・背番号3  | 荒木芳久 | 岡崎稔   |
| 22   | 3月4日         | 背番号3への誓い        | 出崎哲   | 出崎哲   |
| 23   | 3月11日        | 無念の初舞台           | 荒木芳久 | 今沢哲男 |
| 24   | 3月18日        | 恐怖の殺人盗塁         | 荒木芳久 | 井内秀治 |
| 25   | 3月25日        | 飛雄馬対カケフ         | 城山昇   | 岡崎稔   |
| 26   | 4月1日         | サンダーの裏切り       | 城山昇   | 永丘昭典 |
| 27   | 4月8日         | 非情のバント作戦       | 城山昇   | 出崎哲   |
| 28   | 4月15日        | 血みどろの挑戦         | 金子裕   | 岡崎稔   |
| 29   | 4月22日        | カケフとの対決         | 金子裕   | 永丘昭典 |
| 30   | 4月29日        | オールスター戦の謎     | 金子裕   | 井内秀治 |
| 31   | 5月6日         | 大遠投の波紋           | 荒木芳久 | 岡崎稔   |
| 32   | 5月13日        | 長島宣告の怪奇         | 荒木芳久 | 出崎哲   |
| 33   | 5月20日        | 王貞治ノーコン投法     | 荒木芳久 | 岡崎稔   |
| 34   | 5月27日        | 右腕の初勝利           | 城山昇   | 永丘昭典 |
| 35   | 6月3日         | 打倒! タブチ・カケフ   | 城山昇   | 井内秀治 |
| 36   | 6月10日        | 自滅の死四球           | 城山昇   | 山吉康夫 |
| 37   | 6月17日        | 決戦! 飛雄馬対左門     | 金子裕   | 岡崎稔   |
| 38   | 6月24日        | 奪還! 栄光のV1         | 金子裕   | 永丘昭典 |
| 39   | 7月1日         | 逆転! 日本シリーズ     | 荒木芳久 | 出崎哲   |
| 40   | 7月8日         | 驚異! 殺人ライナー     | 荒木芳久 | 岡崎稔   |
| 41   | 7月15日        | 真実のカムバック賞     | 城山昇   | 川田武範 |
| 42   | 7月22日        | 父一徹の贈り物         | 金子裕   | 井内秀治 |
| 43   | 7月29日        | 闘志に燃えた友情       | 荒木芳久 | 岡崎稔   |
| 44   | 8月5日         | 始動! 宿命の星・花形   | 荒木芳久 | 今沢哲男 |
| 45   | 8月12日        | 喧嘩屋マックの挑戦     | 金子裕   | 出崎哲   |
| 46   | 8月19日        | 輝け栄光! 王貞治       | 城山昇   | 岡崎稔   |
| 47   | 8月26日        | ミスター虎の正体       | 荒木芳久 | 山吉康夫 |
| 48   | 9月2日         | 試練のテスト生・花形   | 城山昇   | 永丘昭典 |
| 49   | 9月9日         | 華麗なる復帰           | 城山昇   | 今沢哲男 |
| 50   | 9月16日        | 右投手用ギブスの成果   | 金子裕   | 出崎哲   |
| 51   | 9月23日        | コンピューター対飛雄馬 | 金子裕   | 山吉康夫 |
| 52   | 9月30日        | はばたけ飛雄馬         | 荒木芳久 | 今沢哲男 |

### コミカライズ（新）
井上コオ画で『テレビマガジン』に連載。読者目線のキャラクターとして、飛雄馬が当初「飛田（とびた）」という偽名で下宿していた八百屋の息子・マー坊がレギュラー登場している。

### 放送局（新）
※放送日時は、個別に出典が提示されてあるものを除き1978年9月終了時点、放送系列は放送当時のものとする。
| 放送地域       | 放送局         | 放送日時                                                         | 系列                                         | 備考                                                     |
| -------------- | -------------- | ---------------------------------------------------------------- | -------------------------------------------- | -------------------------------------------------------- |
| 近畿広域圏     | 読売テレビ     | 土曜 19:00 - 19:30                                               | 日本テレビ系列                               | 制作局                                                   |
| 北海道         | 札幌テレビ     | 土曜 19:00 - 19:30                                               | 日本テレビ系列                               |                                                          |
| 青森県         | 青森放送       | 土曜 19:00 - 19:30                                               | 日本テレビ系列 テレビ朝日系列                |                                                          |
| 岩手県         | テレビ岩手     | 土曜 19:00 - 19:30                                               | 日本テレビ系列 テレビ朝日系列                |                                                          |
| 宮城県         | ミヤギテレビ   | 土曜 19:00 - 19:30                                               | 日本テレビ系列                               |                                                          |
| 秋田県         | 秋田放送       | 土曜 19:00 - 19:30                                               | 日本テレビ系列                               |                                                          |
| 山形県         | 山形放送       | 土曜 19:00 - 19:30                                               | 日本テレビ系列                               |                                                          |
| 関東広域圏     | 日本テレビ     | 土曜 19:00 - 19:30                                               | 日本テレビ系列                               |                                                          |
| 山梨県         | 山梨放送       | 土曜 19:00 - 19:30                                               | 日本テレビ系列                               |                                                          |
| 富山県         | 北日本放送     | 土曜 19:00 - 19:30                                               | 日本テレビ系列                               |                                                          |
| 福井県         | 福井放送       | 土曜 19:00 - 19:30                                               | 日本テレビ系列                               |                                                          |
| 中京広域圏     | 中京テレビ     | 土曜 19:00 - 19:30                                               | 日本テレビ系列                               |                                                          |
| 鳥取県・島根県 | 日本海テレビ   | 土曜 19:00 - 19:30                                               | 日本テレビ系列                               |                                                          |
| 広島県         | 広島テレビ     | 土曜 19:00 - 19:30                                               | 日本テレビ系列                               |                                                          |
| 山口県         | 山口放送       | 土曜 19:00 - 19:30                                               | 日本テレビ系列 テレビ朝日系列                |                                                          |
| 香川県         | 西日本放送     | 土曜 19:00 - 19:30                                               | 日本テレビ系列                               | 当時の放送免許エリアは香川県のみ。                       |
| 愛媛県         | 南海放送       | 土曜 19:00 - 19:30                                               | 日本テレビ系列                               |                                                          |
| 高知県         | 高知放送       | 土曜 19:00 - 19:30                                               | 日本テレビ系列                               |                                                          |
| 福岡県         | 福岡放送       | 土曜 19:00 - 19:30                                               | 日本テレビ系列                               |                                                          |
| 大分県         | テレビ大分     | 土曜 19:00 - 19:30                                               | フジテレビ系列 日本テレビ系列 テレビ朝日系列 |                                                          |
| 福島県         | 福島中央テレビ | 月曜 17:00 - 17:30（第5話まで）→ 月曜 18:00 - 18:30（第6話から） | 日本テレビ系列 テレビ朝日系列                |                                                          |
| 新潟県         | 新潟総合テレビ | 火曜 18:00 - 18:30 → 火曜 18:30 - 19:00                          | フジテレビ系列 日本テレビ系列 テレビ朝日系列 |                                                          |
| 長野県         | 信越放送       | 金曜 19:00 - 19:30                                               | TBS系列                                      |                                                          |
| 静岡県         | 静岡放送       | 土曜 18:00 - 18:30                                               | TBS系列                                      | 静岡県民放送（現：静岡朝日テレビ）開局後も最後まで放映。 |
| 石川県         | 北陸放送       | 木曜 19:00 - 19:30                                               | TBS系列                                      |                                                          |
| 徳島県         | 四国放送       | 日曜 18:30 - 19:00                                               | 日本テレビ系列                               |                                                          |
| 長崎県         | 長崎放送       | 火曜 19:30 - 20:00                                               | TBS系列                                      |                                                          |
| 熊本県         | 熊本放送       | 木曜 19:00 - 19:30                                               | TBS系列                                      |                                                          |
| 宮崎県         | 宮崎放送       | 木曜 19:00 - 19:30                                               | TBS系列                                      |                                                          |
| 鹿児島県       | 南日本放送     | 火曜 19:30 - 20:00                                               | TBS系列                                      |                                                          |
| 沖縄県         | 琉球放送       | 木曜 19:00 - 19:30                                               | TBS系列                                      |                                                          |

| 読売テレビ制作・日本テレビ系列 土曜19時台前半枠 【当番組よりアニメ枠】 | 読売テレビ制作・日本テレビ系列 土曜19時台前半枠 【当番組よりアニメ枠】 | 読売テレビ制作・日本テレビ系列 土曜19時台前半枠 【当番組よりアニメ枠】 |
| 前番組                                                                 | 番組名                                                                 | 次番組                                                                 |
| ---------------------------------------------------------------------- | ---------------------------------------------------------------------- | ---------------------------------------------------------------------- |
| そっくりショー（第4期）                                                | 新・巨人の星                                                           | 宇宙戦艦ヤマト2                                                        |

## 新・巨人の星II

### あらすじ（新・II）
右投手として復活した飛雄馬は、ライバルの花形・左門、南米から助っ人として阪神に入団したロメオ・南条らと激闘を繰り広げる。しかし投球フォームのモーションに欠陥があり、投球が見破られるという弱点が見つかったため、二軍で調整をすることになる。
投球モーションの改善には成功したが、飛雄馬は自身の強化のために魔球を編み出すことを決意。F1カーに乗り込み、時速162キロメートルのスピードの中でヒントをつかみ、後輩の丸目太と特訓の末、新魔球「大リーグボール右1号（蜃気楼ボール）」を完成させる。飛雄馬はこの魔球を駆使して一軍に復帰、勝利を重ねていた。シーズン終了間際、花形は「ツバメ返し打法」で「蜃気楼ボール」を打ち破るが、その特訓と魔球を打った時の反動で現役を引退する。
ストーリー終盤では、花形と明子の間に子供ができた。飛雄馬はリーグ優勝した勢いで、これまでの4種類の大リーグボールを駆使して完全試合・日本一を成し遂げたが、その息子の勇姿を見取り、一徹は一人息を引き取る。そして飛雄馬は、野球留学のためアメリカへ旅立つ。

### 設定の変更
『新』から半年の空白を開け再開された。正式な続編として制作され、『新』から登場したロメオ・南条、楠木などのキャラクターも序盤では引き続き登場している。加えて新キャラクターも追加され新機軸を試みた意欲作である。
本作では、前2作と大きく異なり、飛雄馬の生活感や人間味が感じられるよう、試合の無い時に寄る「巨人寿司」が新たに舞台として設定された。また、看板娘で飛雄馬を慕う妹的な少女・幸子や、かつての伴を彷彿させる青雲高校の後輩・丸目太などが新たに登場し、野球だけでない飛雄馬の普段の生活が表される事が試みられた。「巨人寿司」では伴も良く出入りしており、飛雄馬を中心とした和気藹々としたやりとりが表現されていた。ただし、その反面、野球のシーンの比重が下がり、比較的あっさりと描かれるようになった。
オリジナルストーリー
初期は原作ベースの展開だったが、中盤以降は、原作を下敷きにしたとは思われるがアニメオリジナルの物語が増え、阪神の難波や、元大リーガーのゴスマンとの勝負、そして飛雄馬と心を通わせた咲坂洋子との恋などが描かれ、最終回では、原作と全く異なる結末となった。
最終回の変更
「大リーグボール」の項目にあるように、原作とアニメでは飛雄馬の右腕時代の結末は大きく異なっている。
『新・巨人の星』最終回の舞台は78年だが、現実の巨人はV逸でヤクルトに優勝を明け渡した。原作では花形が魔球を故障せず打ったため漁夫の利でヤクルトが有利になったことが描かれ、シーズン中に飛雄馬の活躍も終了しており、続編の「巨人のサムライ炎」では、現実通りヤクルトが優勝したことになっている。一方、アニメでは原作での「蜃気楼の魔球」から「蜃気楼ボール」へと変更となり、投げ方が原作のオーバースローからサイドスローに変更され、変化の仕方も3つから複数変化へ変更され、原作と異なり終盤に左門と大洋首脳陣たちによって原理が明かされた。
史実ではヤクルトが優勝するはずだったが、巨人を優勝させた。その日本シリーズでは、星飛雄馬が大リーグボール左1号、2号、3号、右1号を織り交ぜ完全試合を達成。巨人が日本一を獲得。
飛雄馬が完全試合を達成した瞬間、明子が花形の子供を産み、伴が見守る中で一徹がその生涯を閉じた。翌年、飛雄馬は巨人を退団し、野球留学のためアメリカへと伴やライバルたちが見送る中、船で旅立っていった。

### 新登場主要人物
サチコ
男子に交じって少年野球をする、活発な少女。しかもポジションは投手であり星飛雄馬に憧れている。実家は「巨人寿司」で飛雄馬、伴、丸目などを持て成す事もある。その反面少々ませており飛雄馬を「飛雄馬くん」などと呼び、プロ野球での成績が悪いと非難する時もある。自称、飛雄馬のガールフレンド。
サチコの父
「巨人寿司」の店主。無償で飛雄馬や丸目に寿司を振る舞うが、見返りに伴などに試合のチケットを催促する時もあった。
丸目太（まるめ ふとし）
元青雲高校のレスリング部主将で飛雄馬や伴の後輩にあたる。2年生の頃から番長。後に退学し巨人軍へ入団。「大リーグボール右1号（蜃気楼ボール）」の受け手となり飛雄馬をサポートして行く。少々我が強いところがあり、飛雄馬や伴のみならず監督の長嶋も扱いには手を焼いている。彼の登場により前作『新』の楠木は自然消滅した。最終回で、当時新入団選手だった江川卓のブルペンキャッチャーを務めている。
難波爽
打倒・星飛雄馬の切り札として阪神に入団。実は不治の病に侵されており、余命が長く無い。丸目とは学生時代から因縁がある。飛雄馬のカムバックに感銘を受け、尊敬している。
咲坂洋子
タレントで人気DJでもある。容姿端麗であるが非常に母性本能が強い女性で困った人を放って置けない性格であり、外見よりも飛雄馬は彼女の内面に魅かれる事になる。彼女も飛雄馬の優しい性格に魅かれていたが、自分の中にかつての恋人「日高美奈」を見ていた飛雄馬に決別を決心し、兼ねてから要請があった海外取材の仕事を請け日本を去って行った。

### スタッフ（新・II）
- 原作：梶原一騎、川崎のぼる
- 作画監督：香西隆男、荒木伸吾
- 美術監督：小林七郎
- 録音監督：山崎あきら
- 音楽：渡辺岳夫
- 協力：東京読売巨人軍
- 構成：今沢哲男
- レイアウト：荒木伸吾
- 美術設定：阿南孝夫、青木勝志、清水一利
- プロデューサー：福尾元夫（YTV）、赤川茂
- 制作：読売テレビ、東京ムービー

### 主題歌・挿入歌（新・II）
オープニングテーマ - 「心に汗を」
作詞 - 山川啓介 / 作曲 - 渡辺岳夫 / 編曲 - クニ河内 / 歌 - 水木一郎
エンディングテーマ - 「行け行け飛雄馬」
作詞 - 東京ムービー企画部 / 作曲 - 渡辺岳夫 / 編曲 - 松山祐士 / 歌 - ささきいさお、こおろぎ'73
前作のオープニング曲をそのままエンディング曲として使用。最終話で劇中歌として流れた。
挿入歌 - 「お前がいれば」
作詞 - 山川啓介 / 作曲 - 渡辺岳夫 / 編曲 - クニ河内 / 歌 - 水木一郎、こおろぎ'73
「心に汗を」のB面に収録された。

### 各話リスト（新・II）
| 話数 | 放送日         | サブタイトル               | 脚本     | 演出     |
| ---- | -------------- | -------------------------- | -------- | -------- |
| 1    | 1979年 4月14日 | 明日の栄光をつかめ!        | 金子裕   | 今沢哲男 |
| 2    | 4月21日        | 対決! 飛雄馬対花形         | 金子裕   | 今沢哲男 |
| 3    | 4月28日        | 吠えろ! 南米の虎           | 城山昇   | 永丘昭典 |
| 4    | 5月5日         | 左門の握った秘密           | 荒木芳久 | 今沢哲男 |
| 5    | 5月12日        | 王貞治の忠告               | 荒木芳久 | 永丘昭典 |
| 6    | 5月19日        | 高校球界の暴れん坊         | 金子裕   | 今沢哲男 |
| 7    | 5月26日        | 丸目 野球に賭けろ!!        | 金子裕   | 永丘昭典 |
| 8    | 6月9日         | 型破りの新入り             | 金子裕   | 永丘昭典 |
| 9    | 6月16日        | めざせ! 大リーグボール     | 城山昇   | 今沢哲男 |
| 10   | 6月23日        | 大リーグボールへの壁       | 荒木芳久 | 永丘昭典 |
| 11   | 6月30日        | 完成! 大リーグボール右一号 | 荒木芳久 | 今沢哲男 |
| 12   | 7月7日         | 驚ろくべき魔球             | 金子裕   | 永丘昭典 |
| 13   | 7月14日        | 蜃気楼ボールの秘密         | 城山昇   | 永丘昭典 |
| 14   | 7月21日        | 見えた!? 蜃気楼ボール      | 城山昇   | 今沢哲男 |
| 15   | 7月28日        | 悲運の天才児、難波         | 金子裕   | 永丘昭典 |
| 16   | 8月4日         | 燃やせ! 青春の炎           | 金子裕   | 山吉康夫 |
| 17   | 8月11日        | 恐怖・死神ゴスマン         | 荒木芳久 | 出﨑哲   |
| 18   | 8月18日        | 飛雄馬の恋                 | 城山昇   | 岡崎稔   |
| 19   | 9月1日         | 愛の二死満塁               | 城山昇   | 永丘昭典 |
| 20   | 9月8日         | 魔球攻略作戦               | 荒木芳久 | 今沢哲男 |
| 21   | 9月15日        | 激烈!! ツバメ返し打法      | 金子裕   | 山吉康夫 |
| 22   | 9月22日        | 蜃気楼ボール破れる!!       | 金子裕   | 永丘昭典 |
| 23   | 9月29日        | 新たなる出発               | 金子裕   | 今沢哲男 |

### コミカライズ（新・II）
秋月研二画で月刊少年マガジン1979年5月号から10月号に連載。

### 放送局（新・II）
※放送日時は1979年9月終了時点、放送系列は放送当時のものとする。
| 放送地域       | 放送局         | 放送日時           | 系列                                         | 備考                                                                                    |
| -------------- | -------------- | ------------------ | -------------------------------------------- | --------------------------------------------------------------------------------------- |
| 近畿広域圏     | 読売テレビ     | 土曜 19:00 - 19:30 | 日本テレビ系列                               | 制作局                                                                                  |
| 北海道         | 札幌テレビ     | 土曜 19:00 - 19:30 | 日本テレビ系列                               |                                                                                         |
| 青森県         | 青森放送       | 土曜 19:00 - 19:30 | 日本テレビ系列 テレビ朝日系列                |                                                                                         |
| 岩手県         | テレビ岩手     | 土曜 19:00 - 19:30 | 日本テレビ系列 テレビ朝日系列                |                                                                                         |
| 宮城県         | ミヤギテレビ   | 土曜 19:00 - 19:30 | 日本テレビ系列                               |                                                                                         |
| 秋田県         | 秋田放送       | 土曜 19:00 - 19:30 | 日本テレビ系列                               |                                                                                         |
| 山形県         | 山形放送       | 土曜 19:00 - 19:30 | 日本テレビ系列                               |                                                                                         |
| 関東広域圏     | 日本テレビ     | 土曜 19:00 - 19:30 | 日本テレビ系列                               |                                                                                         |
| 山梨県         | 山梨放送       | 土曜 19:00 - 19:30 | 日本テレビ系列                               |                                                                                         |
| 静岡県         | 静岡県民放送   | 土曜 19:00 - 19:30 | テレビ朝日系列 日本テレビ系列                | 現：静岡朝日テレビ。第11話まで放映。 1979年7月に静岡第一テレビの開局に伴い、NNNを脱退。 |
| 静岡県         | 静岡第一テレビ | 土曜 19:00 - 19:30 | 日本テレビ系列                               | 第12話から放映。                                                                        |
| 富山県         | 北日本放送     | 土曜 19:00 - 19:30 | 日本テレビ系列                               |                                                                                         |
| 福井県         | 福井放送       | 土曜 19:00 - 19:30 | 日本テレビ系列                               |                                                                                         |
| 中京広域圏     | 中京テレビ     | 土曜 19:00 - 19:30 | 日本テレビ系列                               |                                                                                         |
| 鳥取県・島根県 | 日本海テレビ   | 土曜 19:00 - 19:30 | 日本テレビ系列                               |                                                                                         |
| 広島県         | 広島テレビ     | 土曜 19:00 - 19:30 | 日本テレビ系列                               |                                                                                         |
| 山口県         | 山口放送       | 土曜 19:00 - 19:30 | 日本テレビ系列 テレビ朝日系列                |                                                                                         |
| 徳島県         | 四国放送       | 土曜 19:00 - 19:30 | 日本テレビ系列                               |                                                                                         |
| 香川県・岡山県 | 西日本放送     | 土曜 19:00 - 19:30 | 日本テレビ系列                               | 1979年4月1日より岡高地区の民放テレビ相互乗り入れに伴う。                                |
| 愛媛県         | 南海放送       | 土曜 19:00 - 19:30 | 日本テレビ系列                               |                                                                                         |
| 高知県         | 高知放送       | 土曜 19:00 - 19:30 | 日本テレビ系列                               |                                                                                         |
| 福岡県         | 福岡放送       | 土曜 19:00 - 19:30 | 日本テレビ系列                               |                                                                                         |
| 大分県         | テレビ大分     | 土曜 19:00 - 19:30 | フジテレビ系列 日本テレビ系列 テレビ朝日系列 |                                                                                         |
| 福島県         | 福島中央テレビ | 月曜 18:00 - 18:30 | 日本テレビ系列 テレビ朝日系列                |                                                                                         |
| 新潟県         | 新潟総合テレビ | 火曜 18:30 - 19:00 | フジテレビ系列 日本テレビ系列 テレビ朝日系列 |                                                                                         |
| 長野県         | 信越放送       | 金曜 19:00 - 19:30 | TBS系列                                      |                                                                                         |
| 石川県         | 北陸放送       | 木曜 19:00 - 19:30 | TBS系列                                      |                                                                                         |
| 長崎県         | 長崎放送       | 火曜 19:30 - 20:00 | TBS系列                                      |                                                                                         |
| 熊本県         | 熊本放送       | 木曜 19:00 - 19:30 | TBS系列                                      |                                                                                         |
| 宮崎県         | 宮崎放送       | 木曜 19:00 - 19:30 | TBS系列                                      |                                                                                         |
| 鹿児島県       | 南日本放送     | 火曜 19:30 - 20:00 | TBS系列                                      |                                                                                         |
| 沖縄県         | 琉球放送       | 木曜 19:00 - 19:30 | TBS系列                                      |                                                                                         |

| 読売テレビ制作・日本テレビ系列 土曜19時台前半枠 | 読売テレビ制作・日本テレビ系列 土曜19時台前半枠 | 読売テレビ制作・日本テレビ系列 土曜19時台前半枠 |
| 前番組                                          | 番組名                                          | 次番組                                          |
| ----------------------------------------------- | ----------------------------------------------- | ----------------------------------------------- |
| 宇宙戦艦ヤマト2                                 | 新・巨人の星II                                  | 宇宙空母ブルーノア                              |

## 巨人の星【特別篇】 猛虎 花形満
2002年10月23日 - 10月26日までWOWOWにて4夜連続放送。全13話。2003年10月に阪神タイガースのリーグ優勝記念として再放送された後、CSのアニメ専門チャンネル・アニマックス、東京MXテレビなどでも放送された。トムス・エンタテインメントの動画配信サイト「東京ムービーONLINE」でも視聴可能。
飛雄馬のライバル・花形満の視点から旧作アニメの既存の映像を編集し、新作カットを織り交ぜて再構成した再編集版。これまでは原作漫画にしか描かれていなかった花形の生立ち、恋愛や心理描写などを織り込んで仕上げている。大リーグボール1号打倒の際大怪我を負った花形が入院した時明子が見舞いに行ったエピソード、大リーグボール3号の過投のための飛雄馬の再起不能の大怪我が発覚した際のノイローゼに近い苦悩と葛藤、現役引退・花形モータース社長就任の記者会見のシーン等が追加された。また、花形と明子の結婚式に関しては、『新・巨人の星』の原作とアニメでは飛雄馬が祝電をよこしたのみで不在だったことになっているが、このアニメ【特別編】では飛雄馬が正装して式場に現れている。シリーズ全体から見ると、一部、パラレルワールドのような細かい設定の違いがある。
テレビアニメ『巨人の星』全182話の再構成であり、『新巨人の星』以降には触れられていない。
途中、通常のCM代わりに、作品中に登場したスポーツカー「ミツルハナガタ2000」（花形満の項目参照）のCMが流れる。
エンディングは、旧作アニメ中に登場したオーロラ三人娘が歌った「クールな恋」。
出演
- 花形満 - 井上真樹夫
- ナレーション - 小早川正昭
- レポーター - 小形満

主題歌
- オープニングテーマ「ゆけゆけ飛雄馬」
- エンディングテーマ「クールな恋」

特別篇スタッフ
- ディレクター - 矢吹光正
- 構成 - 渡邊大輔
- 構成監修・絵コンテ - 小林治
- 構成協力 - 伊東恒久
- 演出 - 原田奈奈
- キャラクターデザイン・作画監督 - 横手博人
- 色彩設計 - 伊藤純子
- 美術監督 - 宮野隆
- 撮影監督 - 江川信介
- 録音監督 - 加藤敏
- アニメーション制作 - 東京ムービー
- プロデューサー - 松元理人、長谷川徳司
- 製作・著作 - トムス・エンタテインメント、WOWOW

各話リスト
| 話数 | サブタイトル         |
| ---- | -------------------- |
| 1    | 運命の出会い         |
| 2    | 戦いの序曲           |
| 3    | 甲子園への道         |
| 4    | 決勝戦の真実         |
| 5    | チャンスを掴め       |
| 6    | 蘇れライバル         |
| 7    | 秘密特訓             |
| 8    | 戦慄のホームラン     |
| 9    | 許されない愛         |
| 10   | 執念の特訓           |
| 11   | 友情のファインプレー |
| 12   | 最後の対決           |
| 13   | 永遠のライバル       |

## 巨人の星【特別篇】 父 一徹
2007年4月3日 - 6月26日まで日テレプラス&サイエンスにて放送。全13話。『巨人の星【特別篇】 猛虎 花形満』以来、5年ぶりの作品となる。
飛雄馬の父、星一徹の視点から『巨人の星』、『新・巨人の星』、『新・巨人の星II』の旧作アニメの既存の映像を編集し、新作カットを織り交ぜて再構成した再編集版。これまでは原作漫画にしか描かれていなかった、一徹の飛雄馬に対しての虐待に近い猛特訓、心理描写、中日打撃コーチ時代、孤独死までなどを織り込んで仕上げている。
途中、CM代わりに、作品中に登場したアイドルグループ「オーロラ三人娘」の公演情報が流れる。
エンディングは、テレビシリーズ『巨人の星』オープニング『ゆけゆけ飛雄馬』の2番が使用されている。
出演
- 星一徹 - 加藤精三
- 星飛雄馬 - 古谷徹
- ナレーション - 楠大典

特別篇スタッフ
- 潤色 - 伊東恒久
- 絵コンテ - 小林治
- ディレクター - 矢吹光正
- 演出・作画 - 小田仁
- プロデューサー - 水沼健二、塩谷憲昭（CS日本）
- アニメーション制作 - 東京ムービー
- 製作・著作 - トムス・エンタテインメント

各話リスト
| 話数 | サブタイトル       |
| ---- | ------------------ |
| 1    | 父は子の羅針盤     |
| 2    | 父ちゃんは日本一   |
| 3    | 非常の親獅子       |
| 4    | 親子星へのVサイン  |
| 5    | ズックのスパイク   |
| 6    | 飛び立つ吾が子     |
| 7    | 火達磨の時代       |
| 8    | 鬼コーチ一徹の挑戦 |
| 9    | 鬼の子の反撃       |
| 10   | 友情の絆を断つ     |
| 11   | 不覚、鬼の泪       |
| 12   | 生命の魔球・3号    |
| 13   | 永遠の星をめざせ!  |

## 映画版
巨人の星（1969年）
初の映画化で、第1話から第33話までの再編集ブローアップ版。
同時上映は『緯度0大作戦』。

巨人の星 行け行け飛雄馬（1969年）
「東宝チャンピオンまつり」の第1回として上映、飛雄馬が高校野球で花形と対決し、巨人に入団するまでの第38話から第52話を再編集ブローアップ。ただし「大造闇討ち→飛雄馬の自主退学」は省かれている。上映時間は70分。
同時上映は『ゴジラ・ミニラ・ガバラ オール怪獣大進撃』と『コント55号 宇宙大冒険』。

巨人の星 大リーグボール（1970年）
「東宝チャンピオンまつり」で上映。飛雄馬がデビュー戦で左門に打たれ、大リーグボール1号（改良前）を誕生するまでを描いた第70話から第77話を再編集ブローアップ。上映時間は70分。
同時上映は『キングコング対ゴジラ』（リバイバル）・『アタックNo.1』・『やさしいライオン』の3本。

巨人の星 宿命の対決（1970年）
「東宝チャンピオンまつり」で上映。花形が大リーグボール1号（改良前）を打つまでを描いた第79話から第83話を再編集ブローアップ。上映時間は65分。
同時上映は『ゲゾラ・ガニメ・カメーバ 決戦!南海の大怪獣』・『アタックNo.1 涙の回転レシーブ』・『みにくいあひるの子』（人形アニメ）の3本。

新・巨人の星（1977年）
初期エピソードを再編集。配給は東宝ではなく東映。当時、外部提携（外部活用）を積極的に進める方針を打ち出していた岡田茂東映社長が、テレビ局関係との提携として読売映画社との提携作として製作した（同時上映『BIG-1物語 王貞治』も）。東映で東京ムービー作品が公開されるのは、1969年に「東映まんがまつり」で公開された『怪物くん』（アニメ第1作）以来。
同時上映は、この年ホームラン世界新記録を達成した王貞治の活躍を描いたドキュメンタリー映画『BIG-1物語 王貞治』で、巨人軍が舞台の映画が2本上映された事になった。

新・巨人の星（1978年）
「東宝チャンピオンまつり」最終興行で上映。第17話のブローアップ版。上映時間は24分。
同時上映は『地球防衛軍』（リバイバル）・『ルパン三世 ベネチア超特急』（第2作。テレビブローアップ版）・『家なき子』（東京ムービー制作アニメ版）・『まんが日本昔ばなし かぐや姫』の4本。

巨人の星（1982年）
公開前年に巨人が8年ぶりに日本一になったのを記念して、冒頭部分に当時の巨人の主力選手（原辰徳ら）がリアルなタッチのアニメで登場する場面が追加されている。また、劇伴は全て渡辺岳夫自身の手で現代風なものに書き直され、アフレコも新録されている。
公開2年後の1984年3月31日には、日本テレビ系列で『春休みアニメロードショー』としてテレビ初放送された（土曜19:00 - 20:54。なお19:30 - 20:54は『土曜トップスペシャル』枠だが、本作は『土曜トップスペシャル』扱いはされなかった）。
主題歌「マイ・チャンプ」作詞：阿久悠、作曲：渡辺岳夫、歌：おぼたけし・森みどり
なお1982年に、テレビアニメ第1作が日本テレビの『子供映画劇場』（関東ローカル。月 - 木18:00→月 - 木17:30）で再放送された時は、ED映像はテレビ版（ただし短縮版）を使用したものの、BGMは「マイ・チャンプ」のサビ部分に差し替えた。

## ネット配信
トムス・エンタテインメントがYouTubeに開設した「TMSアニメ55周年公式チャンネル」に、2019年4月23日から『巨人の星』の第1話から第3話までが配信、この後同年6月19日から『新・巨人の星』・『新・巨人の星II』・『猛虎 花形満』の3作より、それぞれ第1 - 3話までが配信、更に『巨人の星』から新たに第43話・第92話・第97話が「『巨人の星』誰も知らない星飛雄馬セレクション」名義で追加配信された。各作品とも、第2・3話は2019年までの配信となる。その後2019年6月19日からは第92話が再配信されている。
2020年3月16日からは「TNSアニメ公式チャンネル」（「55周年公式」改名）、同年2月11日に死去した野村克也が登場した第168話が配信した。
2020年10月16日から「TMSアニメ公式チャンネル」で『新』と『新・II』が、共に3話までまとめて再配信、そして2021年、『新』の残りのエピソードが3話ずつ期間限定で配信された。
2021年3月24日からは「ON伝説」と銘打ち、「TMSアニメ公式チャンネル」でONの活躍を描いた第57・67話を期間限定配信、3月31日からは「プロ野球スター列伝」と銘打ち、第1作に登場した巨人軍選手とのエピソードから、堀内恒夫（および飛雄馬・伴・速水の入団テスト風景）を描いた第50・51回、沢村栄治を描いた第91話、金田正一の現役引退を描いた第133話、吉原正喜を描いた第177話の計5本をまとめて期間限定配信した。
2023年8月12日から2024年10月19日まで『巨人の星』全184話が、隔週土曜19:00（JST）から2週間の期間限定で、6話ずつ配信、最後の2回は4話ずつに縮小、そしてエンディング終了後の「飛雄馬のお別れのご挨拶」はそのまま配信されたが、その後の「飛雄馬とバカボン一家の共演」と「『天才バカボン』新番組予告編」はカットされた。
なお『猛虎 花形満』以外の3作品の制作クレジットは、初放送と同じ「制作 よみうりテレビ 東京ムービー」でクレジットされている。

## バラエティー番組・CMなどでの登場
- 日本テレビ系列で放送された、『前田武彦の天下のライバル』（『巨人の星』放送直後の土曜19時30分 - 20時00分に放送）という著名人を競わせたバラエティ番組の一コーナーで、1969年9月6日に「巨人の星対鉄腕アトム」というアニメが放送された。これは飛雄馬達がアトムの住む未来に行き、アトムと野球の試合をするというコラボレーション企画だった。なお、アニメ制作は虫プロダクションで、演出を担当したのは富野由悠季（当時・喜幸）だった[38]。アトムの声優は違う人が演じていた。このシーンは、後年日本テレビ系列のクイズ番組『クイズ!常識の時間!!』の「アニメ特集」でクイズになった事がある。問題は「投手・飛雄馬VS打者・アトムの対決の勝者は?」で、1球目は速球を空振り、2球目は速球をファウル、そして3球目はスローボールを空振りし、答えは「アトムの三振」だった。
- 1971年にNET（現：テレビ朝日）系列で放送された、石森（後の石ノ森）章太郎原作・東映動画制作アニメ『さるとびエッちゃん』第1話で、エツ子が手玉に取る野球部員に、星飛雄馬・花形満・左門豊作そっくりのキャラがいた。なおこの話には、『巨人の星』と同じ東京ムービー作品の『アタックNo.1』から、鮎原こずえや早川みどりそっくりのバレーボール部員も登場した。
- 1979年公開の劇場アニメ『がんばれ!!タブチくん!!』でタブチの妻であるミヨ子がテレビで『新・巨人の星』を見ている場面がある。両作品とも東京ムービー新社の製作である。
- 日本テレビ系のクイズ番組『マジカル頭脳パワー!!』で本作のキャラクターが出題したことがある。また、テレビ朝日系の討論番組『ビートたけしのTVタックル』でも、VTRで飛雄馬・一徹・明子が出演したことがあった。
- コマーシャル関係では1990年代半ばに日本石油[39]、神戸製鋼所が学生向けのリクルート用CMに、花形満のみ、『ハクション大魔王』の魔王や『サイボーグ009』のギルモア博士とともに登場した。2000年頃にダイハツの「アトレー7」の「大リーグシート 完成篇」および「感動編」の2種類のCMで高橋由伸と共演した。2008年にはキリンビバレッジの炭酸飲料「キリンレモン」、2012年にはKDDI携帯電話「au」CMキャラクターに使用されたこともあり、剛力彩芽（実写）と競演した。
- ラジオ番組『聖飢魔IIの電波帝国』で、星飛雄馬と悪魔が対決するというラジオドラマが放送される回があった。飛雄馬はあらゆる魔球を投げるが、全て悪魔達に打ち返されてしまう。「魔」球なので悪魔達には棒玉であり、もしカーブやストレートだと簡単に打ち取れるという落ちだった。
- 直接的な競演ではないが、初代オリジナル版の1社協賛への縁（新・新IIは複数協賛）から、大塚製薬の清涼飲料水「オロナミンCドリンク」のテレビコマーシャルに1976年から長年巨人の実在の選手をイメージキャラクターに起用させていた。